# 兴安鸟属
兴安鸟属（学名：Khinganornis）为鸟纲的一个属。

## 下属物种
本属包括以下物种：
- 呼伦贝尔兴安鸟 Khinganornis hulunbuirensis Wang, Cau, Kundrát, Chiappe, Ji, Wang, Li & Wu, 2020[1]